# Volvo XC60
O Volvo XC60 é um SUV lançado pela Volvo em 2007 no North American International Auto Show, em Detroit, Michigan. De acordo com Wheels24, o Premier Automotive Group tinha planeado lançar o crossover compacto para o público em finais de 2006, mas não deu certo. Ele está programado para ir à venda em 2009. Este modelo foi o mais vendido da Volvo Cars em 2016.
Ficou famoso por ser o modelo usado pelo personagem Edward Cullen (interpretado pelo ator Robert Pattinson) durante o segundo filme The Twilight Saga: New Moon (lançado em 2009) e em parte da terceira parte da franquia: o filme The Twilight Saga: Eclipse (lançado em 2010).

## Galeria
- Primeira geração (2008-2017)
- Segunda geração (2017-presente)